# جام باشگاه‌های کارائیب
جام باشگاه‌های کارائیب که به عنوان جام باشگاه‌های سی‌اف‌یو نیز شناخته می‌شود، یک رقابت بین‌المللی فوتبال سالانه بود که بین باشگاه‌های فوتبال اتحادیه‌ای که اعضای اتحادیه فوتبال کارائیب (سی‌اف‌یو) بودند برگزار می‌شد. جام باشگاه‌های کارائیب به عنوان یک رویداد مقدماتی برای مسابقات جام قهرمانان کونکاکاف خدمت می‌کرد.
این مسابقات به دلایل حمایت مالی از سال ۲۰۱۸ تا ۲۰۲۲ به طور رسمی جام باشگاه‌های کارائیب فلو کونکاکاف بود.
با گسترش جام قهرمانان کونکاکاف که از نسخه ۲۰۲۴ شروع شد، آخرین دوره جام باشگاه‌های کارائیب در سال ۲۰۲۲ بود. در عوض، یک تورنمنت جام منطقه‌ای به عنوان یک تورنمنت مقدماتی لیگ قهرمانان کونکاکاف برای تیم‌هایی از کارائیب راه‌اندازی خواهد شد، علاوه بر آن‌هایی که مستقیماً از طریق لیگ‌های حرفه‌ای خود واجد شرایط هستند.

## مقدماتی
سی و یک انجمن ملی وابسته به سی‌اف‌یو برای شرکت دعوت شدند که هر کدام واجد شرایط اعزام دو باشگاه بودند که معمولاً قهرمانان و نایب قهرمانان لیگ آنها هستند. با این حال، بسیاری از کشورهای عضو هر سال یک تیم نماینده نفرستادند. سی‌اف‌یو همچنین به آنتیگوا باراکودا، پورتوریکو آیلندرز و باشگاه پورتوریکو (که اکنون همگی منحل شدند) اجازه داد تا علیرغم عضویت در سیستم لیگ ایالات متحده، رقابت کنند. این مسابقات سه یا چهار تیم را به مسابقات کونکاکاف می‌فرستاد: قهرمانان وارد جام قهرمانان کونکاکاف می‌شوند، تیم‌های نایب قهرمان و سوم وارد لیگ کونکاکاف می‌شوند و تیم چهارم در پلی آف با برنده مسابقات باشگاهی کارائیب برای کسب امتیاز حضور در لیگ کونکاکاف رقابت می‌کند.
سی‌اف‌یو یک کپی دقیق از جام قهرمانی را به تیم برنده برای در اختیار داشتن دائمی آنها ارائه می‌کرد.

### مشارکت انجمن‌های عضو
| کشور                      | حضور | سال‌ها                                                |
| ------------------------- | ---- | ---------------------------------------------------- |
| ترینیداد و توباگو         | ۱۹   | ۹۸–۱۹۹۷، ۰۴–۲۰۰۰، ۰۷–۲۰۰۶، ۱۸–۲۰۰۹                   |
| هائیتی                    | ۱۸   | ۰۲–۲۰۰۰، ۰۷–۲۰۰۶، ۲۱–۲۰۰۹                            |
| جامائیکا                  | ۱۷   | ۹۸–۱۹۹۷، ۲۰۰۰، ۰۷–۲۰۰۲، ۲۰–۲۰۱۳                      |
| سورینام                   | ۱۶   | ۱۹۹۷، ۰۱–۲۰۰۰، ۰۵–۲۰۰۳، ۲۰۰۷، ۱۲–۲۰۰۹، ۱۷–۲۰۱۴، ۲۰۲۱ |
| کوراسائو                  | ۱۱   | ۰۱–۲۰۰۰، ۲۰۰۳، ۰۷–۲۰۰۵، ۱۰–۲۰۰۹، ۲۰۱۲، ۲۰۱۴، ۲۰۲۱    |
| آنتیگوا و باربودا         | ۱۰   | ۲۰۰۰، ۰۷–۲۰۰۴، ۲۰۰۹، ۱۳–۲۰۱۲، ۲۰۱۵، ۲۰۱۷             |
| پورتوریکو                 | ۱۰   | ۰۷–۲۰۰۶، ۱۴–۲۰۰۹، ۲۰۱۷، ۲۰۲۱                         |
| گویان                     | ۸    | ۱۹۹۷، ۲۰۰۱، ۱۲–۲۰۰۹، ۱۵–۲۰۱۴                         |
| گوادلوپ                   | ۷    | ۹۸–۱۹۹۷، ۱۷–۲۰۱۴، ۲۰۲۱                               |
| جزایر کیمن                | ۶    | ۲۰۰۲، ۱۲–۲۰۱۱، ۲۰۱۴، ۱۷–۲۰۱۶                         |
| دومینیکا                  | ۵    | ۲۰۰۰، ۲۰۰۳، ۲۰۰۵، ۲۰۰۷، ۲۰۰۹                         |
| جمهوری دومینیکن           | ۵    | ۱۸–۲۰۱۶، ۲۱–۲۰۲۰                                     |
| سنت لوسیا                 | ۵    | ۰۲–۲۰۰۰، ۲۰۰۵، ۲۰۱۱                                  |
| سنت وینسنت و گرنادین‌ها    | ۵    | ۹۸–۱۹۹۷، ۲۰۱۰، ۲۰۱۷، ۲۰۲۱                            |
| آروبا                     | ۴    | ۰۷–۲۰۰۵، ۲۰۰۹                                        |
| برمودا                    | ۴    | ۱۲–۲۰۱۰، ۲۰۱۶                                        |
| مارتینیک                  | ۴    | ۹۸–۱۹۹۷، ۲۰۰۲، ۲۰۲۱                                  |
| جزایر ویرجین ایالات متحده | ۴    | ۰۷–۲۰۰۵، ۲۰۱۵                                        |
| باربادوس                  | ۳    | ۹۸–۱۹۹۷، ۲۰۰۰                                        |
| مونتسرات                  | ۲    | ۲۰۰۴، ۲۰۱۷                                           |
| سینت مارتن                | ۲    | ۲۰۱۷، ۲۰۲۱                                           |
| باهاما                    | ۱    | ۲۰۱۵                                                 |
| بونیر                     | ۱    | ۲۰۲۱                                                 |
| کوبا                      | ۱    | ۲۰۰۷                                                 |
| گویان فرانسه              | ۱    | ۲۰۲۱                                                 |
| سن مارتن                  | ۱    | ۲۰۰۴                                                 |
| سنت کیتس و نویس           | ۱    | ۲۰۱۱                                                 |

انجمن‌های زیر هرگز در مسابقات شرکت نکردند:
- آنگویلا
- جزایر ویرجین بریتانیا
- گرنادا
- جزایر تورکس و کایکوس

## قهرمانان

### باشگاهی
| تیم               | قهرمانی | نایب قهرمانی | سال قهرمانی | سال نایب قهرمانی             |
| ----------------- | ------- | ------------ | ----------- | ---------------------------- |
| دابلیو کانکشن     | ۲       | ۵            | ۲۰۰۶، ۲۰۰۹  | ۲۰۰۰، ۲۰۰۳، ۲۰۱۲، ۲۰۱۵، ۲۰۱۶ |
| جو پابلیک         | ۲       | ۲            | ۱۹۹۸، ۲۰۰۰  | ۲۰۰۷، ۲۰۱۰                   |
| پورتوریکو آیلندرز | ۲       | ۱            | ۲۰۱۰، ۲۰۱۱  | ۲۰۰۹                         |
| پورتمور یونایتد   | ۲       | ۰            | ۲۰۰۵، ۲۰۱۹  |                              |
| سنترال            | ۲       | ۰            | ۲۰۱۵، ۲۰۱۶  |                              |
| هاربر ویو         | ۲       | ۰            | ۲۰۰۴، ۲۰۰۷  |                              |
| سن خوان جابلوته   | ۱       | ۲            | ۲۰۰۳        | ۲۰۰۶، ۲۰۱۷                   |
| کالدونیا ای‌آی‌ای   | ۱       | ۱            | ۲۰۱۲        | ۱۹۹۸                         |
| سیبائو            | ۱       | ۱            | ۲۰۱۷        | ۲۰۲۲                         |
| کاوالی            | ۱       | ۰            | ۲۰۲۱        |                              |
| ویولیت            | ۱       | ۰            | ۲۰۲۲        |                              |
| اتلتیکو پانتوجا   | ۱       | ۰            | ۲۰۱۸        |                              |
| یونایتد پتروترین  | ۱       | ۰            | ۱۹۹۷        |                              |
| اینتر موئنگوتاپو  | ۰       | ۱            |             | ۲۰۲۱                         |
| واترهاوس          | ۰       | ۱            |             | ۲۰۱۹                         |
| آرنت گاردنز       | ۰       | ۱            |             | ۲۰۱۸                         |
| تمپت              | ۰       | ۱            |             | ۲۰۱۱                         |
| رابین‌هود          | ۰       | ۱            |             | ۲۰۰۵                         |
| تیولی گاردنز      | ۰       | ۱            |             | ۲۰۰۴                         |
| سبا یونایتد       | ۰       | ۱            |             | ۱۹۹۷                         |

### کشوری
| کشور              | قهرمانی | نایب قهرمانی |
| ----------------- | ------- | ------------ |
| ترینیداد و توباگو | ۹       | ۱۰           |
| جامائیکا          | ۴       | ۴            |
| پورتوریکو         | ۲       | ۱            |
| جمهوری دومینیکن   | ۲       | ۱            |
| هائیتی            | ۲       | ۱            |
| سورینام           | ۰       | ۲            |

## مسابقات باشگاهی کارائیب
یک رقابت درجه دوم، به نام مسابقات باشگاهی کارائیب، در سال ۲۰۱۸ برای باشگاه‌هایی از لیگ‌های غیرحرفه‌ای که در راستای استانداردهای حرفه ای کار می‌کردند، معرفی شد. برنده این مسابقات تا زمانی که معیارهای مجوز باشگاه منطقه‌ای کونکاکاف را رعایت کند، برای کسب مقام در لیگ کونکاکاف به مصاف تیم چهارم مسابقات قهرمانی باشگاه‌های کارائیب می‌رفت.